# سعد طويل
السُّعد الطويل أو العَطِر أو سُعادي أو سُعد أو سعد خشن (الاسم العلمي: Cyperus longus) نوع نباتي يتبع جنس السعد من الفصيلة السعدية.

## الموئل والانتشار
موطنه بلاد الشام ومصر والمغرب العربي وشرق أوروبا ووسطها.

## مرادفات للاسم العلمي
- (باللاتينية: Chlorocyperus longus (L.) Palla)
- (باللاتينية: Pycreus longus (L.) Hayek)
- (باللاتينية: Cyperus badius Desf.)
- (باللاتينية:                             							 								                             	Pycreus badius (Desf.) Hayek)
- (باللاتينية: Cyperus longus subsp. badius (Desf.) Bonnier & Layens)
- (باللاتينية: Cyperus preslii Parl. [non A. Dietr. 1832], nom. illeg.)
- (باللاتينية: Cyperus longus subsp. eu-longus Maire, des. inval.)